# Csire Lajos
Csire Lajos (Debrecen, 1923. október 24. – Budapest, 1974. június 24.) a mezőgazdasági tudományok kandidátusa, az Állattenyésztési Kutató Intézet tudományos igazgatója, címzetes egyetemi docens, az Agrártudományi Egyesület Sertéstenyésztési Szakosztályának elnöke.
Magyar mezőgazdász, állattenyésztő.

## Életpályája
Középiskolai tanulmányait Debrecenben végezte el. 1947-ben diplomázott a debreceni mezőgazdasági főiskola (1945-től: Agrártudományi Egyetem Debreceni Osztálya) hallgatójaként. Ezután ugyanitt az állattenyésztési tanszéken dolgozott Anghi Csaba professzor mellett demonstrátorként. 1950-ben az Állattenyésztési Kutatóintézet sertéstenyésztési osztályára került; 1968-tól vezetője, 1972-től tudományos igazgatója volt. 1959-ben doktorált "summa cum laude" minősítéssel. 1961-ben a Magyar Tudományos Akadémia önálló aspirantúrájára nyert felvételt. 1969-ben a Mezőgazdasági és Élelmezésügyi Minisztérium megbízta „Az iparszerű sertéshústermelés komplex rendszere” című országos kutatási program vezetésével. 1971-től címzetes egyetemi docens volt az Agrártudományi Egyetemen.

### Munkássága
Munkájával a sertés-populációgenetika területén, a hibridizációs kutatások útján – több mint 50-féle fajtakombinációval – sikeresen járult hozzá a HUNGAHIB sertés kitenyésztéséhez. Tudományos tapasztalatait számos alkalommal előadta, több mint 80 cikkben és tanulmányban publikálta.
Temetése a Farkasréti temetőben zajlott (26/1-1-23).

## Családja
Szülei: Csire és Vas Róza voltak. Felesége, Nánási Gizella volt. Fia, Csire Attila.

## Művei
- Sertéstenyésztés (Budapest, 1954)
- Gazdasági állatok hizlalása. 2. Sertéshizlalás (Kertész Ferenccel, Budapest, 1955, 1958, 1961)
- Gyorshizlalás, nagyobb jövedelem (Budapest, 1956)
- A választási súly és a szopóskorú eltérőfehérjeellátás befolyása a fehér hússertés hízási és vágási eredményére (kandidátusi disszertáció, 1965)
- Sertéstenyésztés és kutatás az Egyesült Államokban (1973)
- Állattenyésztés (posztumusz, Budapest, 1975)
- Állattenyésztési enciklopédia. 3. Sertéstenyésztés (Fekete Lajossal és Kovács Józseffel, posztumusz, Budapest, 1976)